# Никитин, Павел Фёдорович
Никитин Павел Федорович (1923 — 25 марта 1944) — советский военный, первый форсировавший Днестр и на танке ворвавшийся в Черновцы, тем самым способствовавший освобождению города.

## Биография
В 1941 году (в марте) из 10 класса призван в Казанское танковое училище. Никитин П.Ф. командовал разведывательной группой танков (три танка) 64 танковой бригады.
Никитину не было 20, опытный боевой офицер, воевал под Сталинградом, на Курской дуге, дважды был ранен. Награжден орденом Красной Звезды и орденом Отечественной Войны I степени. Погиб при освобождении города Черновцы 25 марта 1944 года. Похоронен в городе Садгора. Никитинская тридцатьчетверка, была установлена в Черновцах по просьбе жителей города. Именем П.Ф. Никитина названа одна из улиц.

## Память
- 9 октября 1959 года решением горсовета Черновцов именем Никитина была названа улица.[4]
- 20 апреля 1965 года решением исполнительного комитета Копейского Совета депутатов трудящихся No 157 улица Победы в поселке Старокамышинске была переименована в улицу П. Ф. Никитина.[5]
- В 1975 году почтой СССР был издан конверт с изображением танка-памятника П. Ф. Никитина.